# واراب (ولاية)

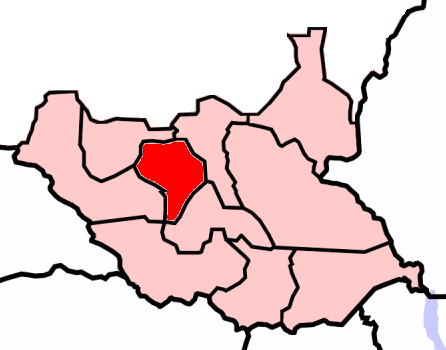

واراب : هي ولاية في جنوب السودان وعاصمتها مدينة واراب أو تودش، مساحتها 31. 027 كم مربع، وهي جزء من منطقة بحر الغزال.
تقع مدينة واراب على بعد حوالي 57 ميل شرق مدينة واو. وهي عاصمة ولاية واراب. كل سكان ولاية واراب من قبيلة الدينكا ببطونها المختلفة. يمتهن سكان المنطقة الرعي والزراعة حيث يشتهر الدينكا بتربية الأبقار والتي تشكل مظهر اجتماعي وتقاس المكانة الاجتماعية للفرد أو الأسرة وسط القبيلة بمقدار ما عنده من أبقار.
يربطها مع مدينة واو طريق بري (ردمية) يتفرع بالقرب من واراب (فرق سكة) ليربطها بالتونج وقوقريال.